# (21547) Kottapalli
(21547) Kottapalli (1998 QK38) – planetoida z pasa głównego asteroid okrążająca Słońce w ciągu 5,65 lat w średniej odległości 3,17 j.a. Odkryta 17 sierpnia 1998 roku.